# Plantago alopecurus
Plantago alopecurus är en grobladsväxtart som beskrevs av Joseph Decaisne. Plantago alopecurus ingår i släktet kämpar, och familjen grobladsväxter. Inga underarter finns listade i Catalogue of Life.